# N-benziloksikarbonilglicinska hidrolaza
-benziloksikarbonilglicinska hidrolaza (EC 3.5.1.58, benziloksikarbonilglicinska hidrolaza, alfa-karbobenzoksiamino kiselinska amidohidrolaza, alfa-benziloksikarbonil amino kiselinska uretanska hidrolaza, alfa-benziloksikarbonilna amino kiselinska uretanska hidrolaza I) je enzim sa sistematskim imenom N-benziloksikarbonilglicin uretanhidrolaza. Ovaj enzim katalizuje sledeću hemijsku reakciju
-benziloksikarbonilglicin + H2O {\displaystyle \rightleftharpoons } benzil alkohol + CO2 + glicin
Ovaj enzim takođe deluje, manjom brzinom, na N-benziloksikarbonilalanin.

## Literatura
- Nicholas C. Price; Lewis Stevens (1999). Fundamentals of Enzymology: The Cell and Molecular Biology of Catalytic Proteins (Third изд.). USA: Oxford University Press. ISBN 019850229X.
- Eric J. Toone (2006). Advances in Enzymology and Related Areas of Molecular Biology, Protein Evolution (Volume 75 изд.). Wiley-Interscience. ISBN 0471205036.
- Branden C; Tooze J. Introduction to Protein Structure. New York, NY: Garland Publishing. ISBN 0-8153-2305-0.
- Irwin H. Segel. Enzyme Kinetics: Behavior and Analysis of Rapid Equilibrium and Steady-State Enzyme Systems (Book 44 изд.). Wiley Classics Library. ISBN 0471303097.

## Spoljašnje veze
- N-benzyloxycarbonylglycine+hydrolase на 